# Culicoides achkamalicus
Culicoides achkamalicus är en tvåvingeart som beskrevs av Dzhafarov 1964. Culicoides achkamalicus ingår i släktet Culicoides och familjen svidknott. Inga underarter finns listade i Catalogue of Life.